# カリフォルニア高速鉄道

カリフォルニア高速鉄道計画路線図

カリフォルニア高速鉄道（カリフォルニアこうそくてつどう、英語: California High-Speed Rail）は、アメリカ合衆国カリフォルニア州において将来予定されている高速鉄道システムのことで、カリフォルニア州高速鉄道局 (CHSRA: California High-Speed Rail Authority) が推進している。このプロジェクトに99億5000万ドルを投じることを認める提案1A (Proposition 1A) が2008年11月4日にカリフォルニア州の州民投票で通過したことにより承認された。CHSRAは現在最終的な計画・設計・環境保全対策を完成させる任務に当たっている。建設されると、最高220マイル毎時（350 km/h）の高速列車がサンフランシスコとロサンゼルスを2時間半で結ぶと予想されている。計画されている鉄道は他のカリフォルニア州の主な都市、サクラメント・サンノゼ・フレズノ・サンディエゴなども結ぶ予定である。開業すれば、アセラ、ブライトライン、テキサス高速鉄道に続いて4番目の高速鉄道となる。路線長は700マイル以上（1,100 km以上）と提案されている。CHSRAの見積もりによれば、年間利用者は9100万人から9500万人とされている。
当初は2011年内の建設開始が見込まれていたが、計画が大幅に遅延する中で、2012年4月2日、CHSRAは新しい実施計画を発表した。これによると、まず同州中部とロサンゼルス近郊の約480 kmを21年までに完成、22年に先行開業させ、続いて大都市中心部と近郊を結ぶ区間を既存の鉄道網を改良する形で整備、2029年の全線開業を目指すとしている。新計画に州議会の承認を得られれば、2012年秋にも着工する。総工費は684億ドルを見込んでいる。
着工は相次ぐ訴訟などで遅れていたが、2015年1月にフレズノ市で開始された。　車両の購入先などは未決定。2017年までに車両調達の入札を実施する予定。
2016年2月18日、カリフォルニア州高速鉄道局は先行開業路線として当初予定されていたマーセド - バーバンク区間はカーン郡 - サンノゼ区間に変更され、完工年も2022年から2025年までに変更された。総建設費として見込まれる198億ドルについては、手元資金でまかない、連邦政府から追加資金が得られた場合は、同路線の南端の終点をベーカーズフィールドまで延伸する費用として一部を計上するとしている。
開業予定のサンフランシスコ - アナハイム間の高速鉄道については、日本企業では東日本旅客鉄道は採算性の疑問から入札を見送った。一方で、川崎重工業・三菱重工業に関しては運行システムの受注で入札を目指している。
2025年5月、トランプ大統領はカリフォルニア州の高速鉄道プロジェクトに連邦政府は資金を提供しないと述べた。
2022年現在の計画ではマーセドからベーカーズフィールドまでの約171マイル（約275 km）区間について、2029年ごろから旅客サービスが開始される予定となっている。この部分開業によって、同区間の所要時間が現状のアムトラックと比較して100分程度短縮される予定。その後、2031年にマーセドからサンフランシスコまで延伸、2033年にベーカーズフィールドからロサンゼルス、さらにその先のアナハイムまで延伸し、フェーズ１の全区間が開業する予定となっている。

## 現時点での鉄道
現在都市間鉄道は、サンフランシスコからサンマテオ郡やサンタクララ郡のいくつかの都市、例えばサンマテオ、レッドウッドシティ、パロアルト、サンノゼ、ギルロイ、などを結ぶコミューターレールであるカルトレイン以外にはサンフランシスコ市内に乗り入れていない。アムトラックは、湾を越えたオークランドやエメリービルにある駅までサンフランシスコの様々な場所から連絡バスを走らせている。
オークランドからロサンゼルスまでの最速のアムトラックの経路は、サン・ホアキンでベーカーズフィールドへ行き、そこでロサンゼルスや南カリフォルニアの様々な場所へ向かうバスへ乗り換えるものである。サンフランシスコからロサンゼルスまで9時間ちょっと掛かる。サン・ホアキンの経路はオークランドから北東へ向かいサクラメント川のデルタを通りセントラル・バレーに入る遠回りのものであるため、時間的に効率が悪い。オークランドやエメリービルからロサンゼルスまでの乗換なしの鉄道サービスは、太平洋岸を走るコースト・スターライトがある。しかしこれはさらに遅く、12時間以上掛かる。

## 経路
高速鉄道はサンフランシスコとサクラメントから、セントラルヴァレーを通り、内陸部を通ってロサンゼルスとサンディエゴへ伸びる。経路上の提案されている駅を右図に示す。また、当初のサンフランシスコ - ロサンゼルス - アナハイム間に含まれる駅は太字で示している。
当初議論されていた大きな問題は、サンフランシスコ・ベイエリアへ連絡するために、アルタモント峠 (Altamont Pass) を経由するか、パチェコ峠 (Pacheco Pass) を経由するかという点であった。2007年11月15日、当局は高速鉄道の経路はアルタモント峠ではなくパチェコ峠を経由するべきと勧告を出した。パチェコ峠が選ばれたのは、こちらの方がより直線的な経路であることと、アルタモント峠経由では土木工学上の難点があるためである。また、アルタモント峠ルート上の都市は、この経路を支持するために団結していなかった。プレザントンやフリーモントなど、資産の取得や交通渋滞の悪化の可能性などの問題を懸念して、反対する都市もあった。シエラクラブを含む環境保護団体は、パチェコ峠地域がアルタモント峠地域に比べて未開発で環境的に敏感であるとして、パチェコ峠ルートに反対である。
2007年12月19日、高速鉄道局の理事会は、スタッフが勧告したパチェコ峠経由に従ってプロジェクトを進めることを承認した。パチェコ峠は、南カリフォルニアとベイエリアを結ぶ長距離輸送の点ではより優れた経路であると判断された。一方でアルタモント峠経由は通勤輸送の点ではよい経路であった。勧告によれば、高速鉄道計画を補完してアルタモント回廊への在来線の改良が行われることになっている。
この計画では多くの区間で既存路線の改良を行い、それを使用することとなっている。例えばベイエリアではカルトレインを電化の上、サンフランシスコ・サンノゼ間は完全複々線化し、2線をカルトレインと貨物、残りの2線を高速鉄道が使用する。

## 資金
2008年11月4日に、計画されているカリフォルニア高速鉄道網の最初の区間を建設する手段として、カリフォルニア州民投票で提案1Aは52.6 パーセントの賛成で承認された。この計画では、核心部分であるサンフランシスコとロサンゼルス/アナハイムを結ぶ区間の建設に90億ドルと、計画されている高速鉄道へのフィーダーとして機能する在来鉄道網の改良に追加で9億5000万ドルを支出する。
初期区間を完成するための財務計画には、民間部門からだけではなく連邦政府と州政府からの補助も含まれている。建設費はおよそ400億ドルと計画されている。
当局は初期運行区間は予算剰余を生み出すと計画している。当局はこの営業利益をサクラメントとサンディエゴへの延伸の資金に当てることを計画している。

## 計画への批判
2008年9月、自由主義者のシンクタンク、リーズン・ファウンデーション (Reason Foundation)、ホワード・ジャービス・タックスペイヤーズ・アソシエーション (Howard Jarvis Taxpayers Association)、シチズンズ・アゲインスト・ガバメント・ウェイスト (Citizens Against Government Waste) は、「カリフォルニア高速鉄道提案: 財務評価報告」 (The California High Speed Rail Proposal: A Due Diligence Report) を発行した。この報告では、高速鉄道網を完成させるために最終的に掛かる費用は650億ドルから810億ドルと、公式な見積もりより高く見積もっている。また、2030年時点での年間利用者も当局が見積もる6500万 - 9600万人より少なく、2300万 - 3100万人と見積もっている。報告は、既存の高速鉄道は現時点で予定された速度にも安全上の目標にも到達しておらず（まだ安全システムは完全に実装されていないのであるが）、二酸化炭素排出削減も取るに足らないと主張している。提案されている最高速度に到達するために掛かる時間と停車駅の間隔から、大半の停車駅間では提案されている速度に到達することは難しいとしている。